# Nossa Senhora do Socorro
Nossa Senhora do Socorro város Brazíliában, Sergipe államban. Lakosainak száma 192 330 fő (2022). Nossa Senhora do Socorro Aracaju, Areia Branca, Laranjeiras, Santo Amaro das Brotas és São Cristóvão községekkel határos.

## Népesség
A település népességének változása:
| Lakosok száma | 131 679 | 160 827 | 177 344 | 185 706 | 187 733 | 192 330 |
|               | 2000    | 2010    | 2015    | 2020    | 2021    | 2022    |